# 네팔의 개발 지구

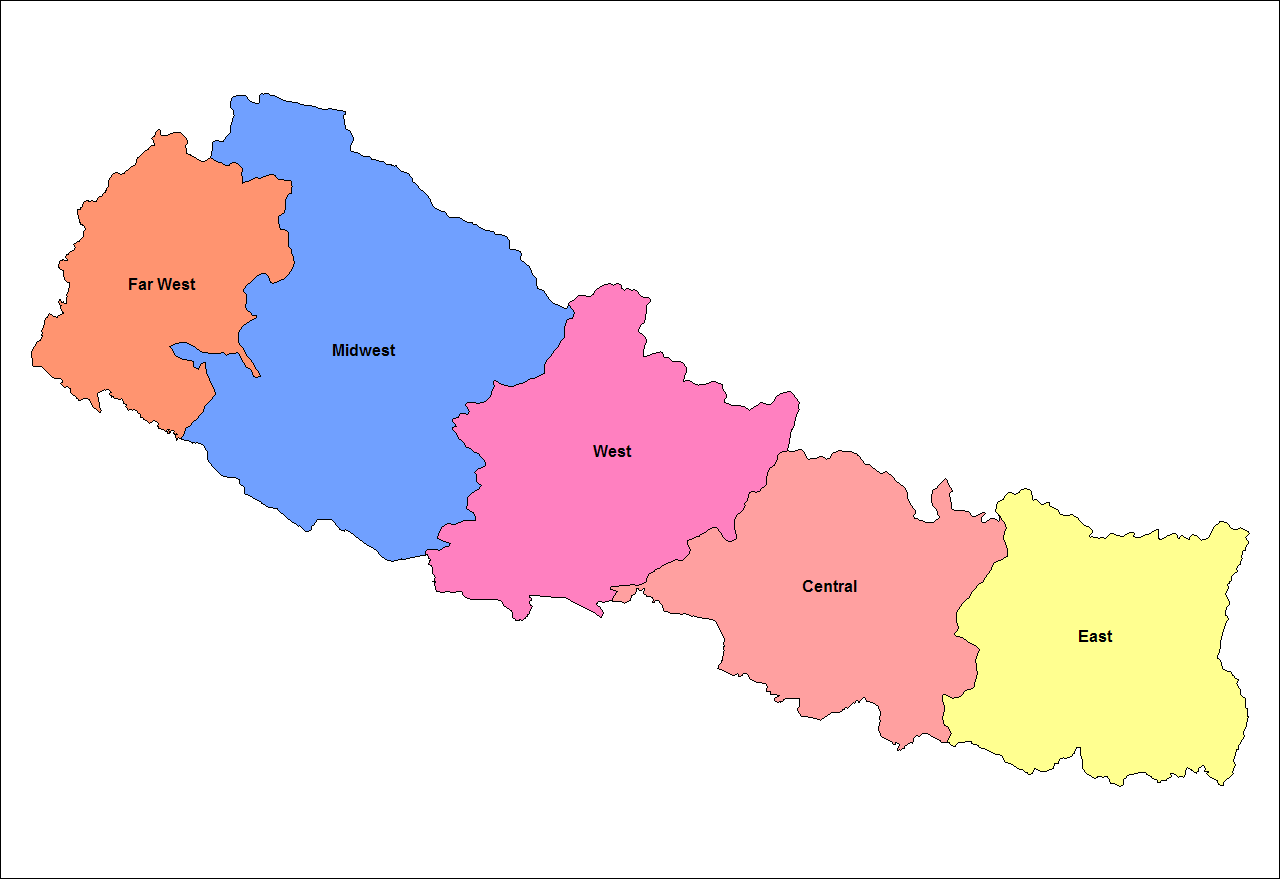
네팔의 개발 지구

네팔은 2015년까지 5개 개발 지구로 구성되어 있으며 이들 개발 지구는 14개 구로 나뉘었다.
- 동부 개발 지구
- 중부 개발 지구
- 서부 개발 지구
- 중서부 개발 지구
- 극서부 개발 지구

## 같이 보기
- 네팔의 구